# Philosepedon mauroae
Philosepedon mauroae är en tvåvingeart som beskrevs av Wagner och Masteller 1996. Philosepedon mauroae ingår i släktet Philosepedon och familjen fjärilsmyggor.
Artens utbredningsområde är Puerto Rico. Inga underarter finns listade i Catalogue of Life.